# Chi An tức hương
Chi An tức hay An tức hương (danh pháp khoa học: Styrax) là một chi thực vật có khoảng 100 loài mọc thành bụi rậm hoặc cây nhỏ trong họ An tức hương (Styracaceae), chủ yếu có nguồn gốc ở các vùng khí hậu ấm tới các vùng nhiệt đới của Bắc bán cầu, chủ yếu ở khu vực đông và đông nam châu Á, nhưng cũng vượt qua đường xích đạo ở Nam Mỹ.
Các loài cây này cao từ 2–14 m và có các lá hình trứng mọc luân phiên, sớm rụng hoặc xanh lưu niên dài từ 1–18 cm và rộng từ 2–10 cm. Hoa của chúng rủ xuống, có 5-10 tràng hoa hình thùy màu trắng, tạo thành từ 3-30 hoa trong các chùy hoa dài 5–25 cm thưa hay rậm. Quả là loại quả hạch khô và thuôn dài, trơn không có gân hay các cánh hẹp (hiện diện ở các chi có quan hệ họ hàng là Halesia và Pterostyrax). Các tên gọi phổ biến là bồ đề, an tức hương, chuông tuyết và cánh kiến trắng.

## Danh sách loài
Dưới đây là một số loài đáng chú ý:
- Styrax agrestis - Trung Quốc
- Styrax americanum - đông nam nước Mỹ
- Styrax argentifolius - Trung Quốc
- Styrax bashanensis - Trung Quốc
- Styrax benzoides - Thái Lan, nam Trung Quốc
- Styrax benzoin - đảo Sumatra
- Styrax calvescens - Trung Quốc
- Styrax chinensis - Trung Quốc
- Styrax chrysocarpus - Trung Quốc
- Styrax confusus - Trung Quốc
- Styrax dasyanthus - miền trung Trung Quốc
- Styrax faberi - Trung Quốc
- Styrax formosanus - Trung Quốc
- Styrax grandiflorus - Trung Quốc
- Styrax grandifolium - đông nam nước Mỹ
- Styrax hainanensis - nam Trung Quốc
- Styrax hemsleyanum - Trung Quốc
- Styrax hookeri - Himalaya
- Styrax huanus - Trung Quốc
- Styrax japonicus - Nhật Bản
- Styrax limpritchii - tây nam Trung Quốc (Vân Nam)
- Styrax loxensis - Ecuador
- Styrax macranthus - Trung Quốc
- Styrax macrocarpus - Trung Quốc
- Styrax obassia - Trung Quốc, Nhật Bản
- Styrax odoratissimus - Trung Quốc
- Styrax officinale - đông nam châu Âu, tây nam châu Á
- Styrax perkinsiae - Trung Quốc
- Styrax philadelphoides - Trung Quốc
- Styrax platanifolius - Texas, đông bắc México
- Styrax portoricensis - Khu vực Carribean
- Styrax rediviva - California (đồng nghĩa là S. officinalis biến thể californica)
- Styrax roseus - Trung Quốc
- Styrax rugosus - Trung Quốc
- Styrax schweliense - tây Trung Quốc
- Styrax serrulatus - Himalaya, tây nam Trung Quốc
- Styrax shiraianum - Nhật Bản
- Styrax suberifolius - Trung Quốc
- Styrax supaii - Trung Quốc
- Styrax tonkinensis - đông nam châu Á, Việt Nam
- Styrax veitchiorum - Trung Quốc
- Styrax wilsonii - tây Trung Quốc
- Styrax wuyuanensis - tây Trung Quốc
- Styrax zhejiangensis - Trung Quốc

### Nuôi trồng và sử dụng
Một số loài là những cây cảnh phổ biến trong các công viên và hoa viên. Nhựa cánh kiến được sản xuất từ một số loài (chủ yếu từ S. benzoides và S. benzoin) có nguồn gốc ở Sumatra, Java và Thái Lan. Nó được sản xuất bằng cách sấy khô dịch thu được từ vỏ cây bị khứa, giống như khi người ta thu hoạch mủ cao su và nó được sử dụng trong nước hoa, một số loài hương và trong y học.